# ستاره‌بازی
ستاره بازی فیلمی به کارگردانی هاتف علیمردانی و تهیه‌کنندگی علی سرتیپی محصول سال ۱۳۹۸ است. این فیلم در کشور کانادا فیلمبرداری شده‌است، همچنین در سی و نهمین دوره جشنواره فیلم فجر حضور داشت.

## بازیگران
- فرهاد اصلانی در نقش محمود
- ملیسا ذاکری در نقش صبا
- مارشال منش در نقش خزاعی
- هستی جوادی
- مایکل مدسن
- علی مصفا
- شبنم مقدمی در نقش راحله
- لیندا جویز
- هاوارد رسنزتین
- دان لیستر
- هیدی کدنبرگ
- دان فورد
- جان ویلر
- حسن صنعتی
- سامان اصلانی
- سیده فاطمه شاهورانی

## جشنواره‌ها
| بخش                      | نامزد       | نتیجه    | جایزه        |
| ------------------------ | ----------- | -------- | ------------ |
| بهترین بازیگر نقش اول زن | ملیسا ذاکری | نامزدشده | سیمرغ بلورین |
| بهترین چهره‌پردازی        | رکسانا رضوی | نامزدشده | سیمرغ بلورین |

## تیتراژ پایانی
| خواننده   | نام آهنگ     | تنظیم کننده       | شعر و ملودی | کمانچه       | میکس      |
| ماکان بند | گل های باغچه | امیر میلاد نیکزاد | راوی راد    | آیدین ترکیان | محسن نوری |
| --------- | ------------ | ----------------- | ----------- | ------------ | --------- |